# Галгудууд
Галгудууд е регион на Сомалия. Населението му е 569 434 жители (по приблизителна оценка от януари 2014 г.), а площта 46 126 кв. км. Регионът е разделен административно на 7 района. Намира се в централната част на страната в часова зона UTC+3.